# Crevettier

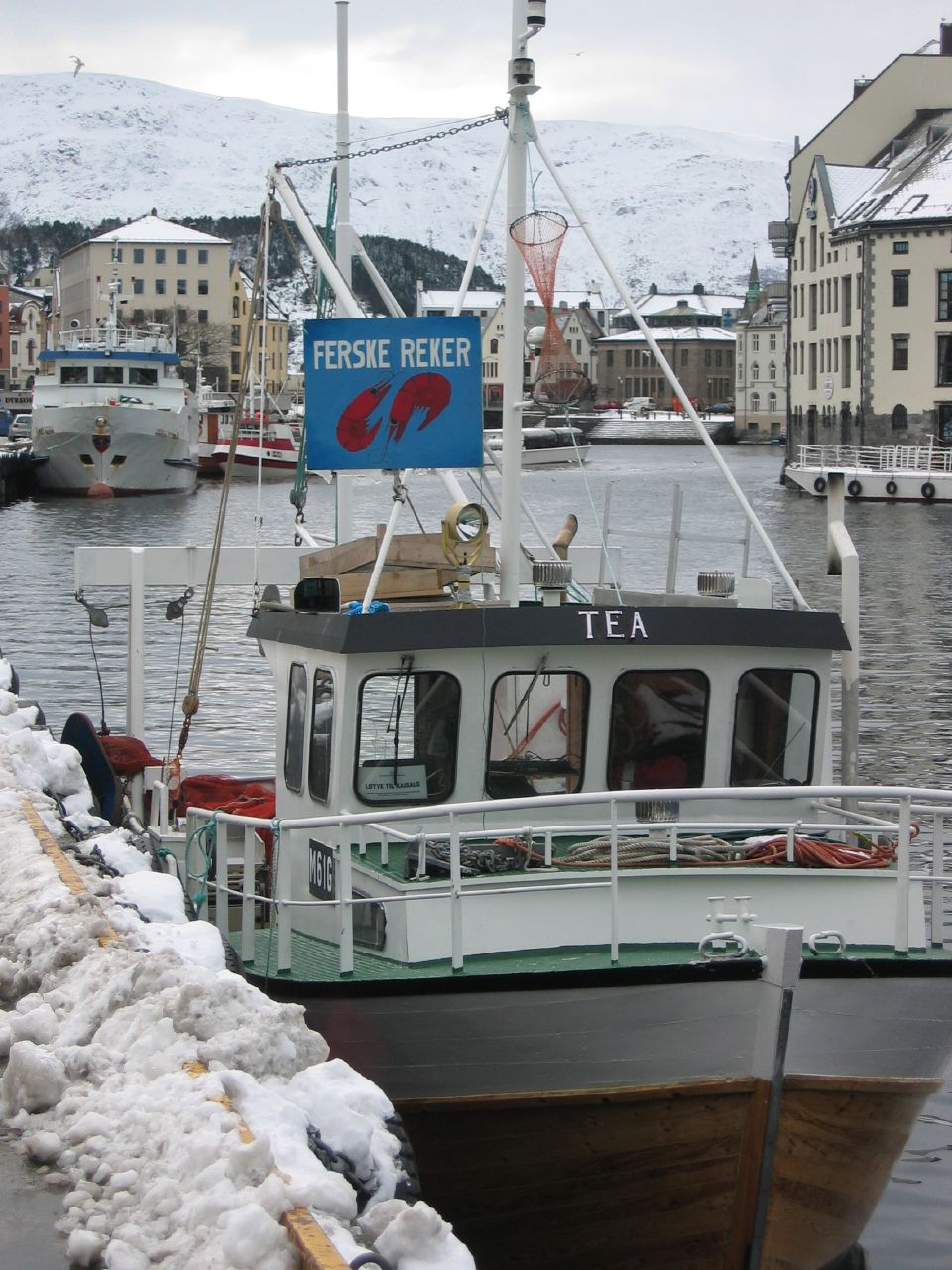
Crevettier à Ålesund, en Norvège

Un crevettier, chevrettier en Louisiane, est un chalutier d'une vingtaine de mètres de long spécialisé dans la pêche à la crevette. En Méditerranée, ils traînent en général deux chaluts simultanément, un de chaque bord.
C'est aussi le métier de celui qui pêche des crevettes.